# Dothiora thujae
Dothiora thujae är en svampart som först beskrevs av Grove, och fick sitt nu gällande namn av M.E. Barr 1972. Dothiora thujae ingår i släktet Dothiora och familjen Dothioraceae.   Inga underarter finns listade i Catalogue of Life.